# Bristol Centaurus
Der Centaurus war der Höhepunkt der Entwicklung von Sternmotoren mit Schiebersteuerung der Bristol Aeroplane Company. Es war ein 18-Zylinder-Doppelsternmotor, der am Ende über 3000 PS leistete.
Wie die meisten Entwicklungen von Bristol basierte die Auslegung auf früheren Konstruktionen. Die Zylinderbohrung entsprach der des Jupiter von 1918 mit 5,75 in (146 mm). Auch im vierzehnzylindrigen Hercules wurde dieses Maß verwendet. Beim Centaurus wurden die Sterne gegenüber dem Hercules um jeweils zwei Zylinder erweitert, es ergab sich ein Zweiebenen-Mehrfachsternmotor mit zwei Neunzylindersternen hintereinander und einem Hubraum von  53,64 Liter (3270 cui.) statt der 38,7 Litern (2364 cui.) des Hercules. Damit war er einer der größten britischen Motoren. Für eine ausreichende Luftkühlung wurden die beiden Sterne um 20 Grad verdreht hintereinander angeordnet. So befanden sich die neun Zylinder des hinteren Sterns – von vorne gesehen – hinter den Freiräumen der vorderen Zylinder und erhielten so genügend Fahrtwind als Kühlluft. Durch die ventillose Burt-McCollum-Schiebersteuerung war der Motor außerdem sehr drehzahlfest.
Obwohl die Entwicklung im Prinzip schon 1938 abgeschlossen war, konnte die Produktion erst 1942 beginnen. Die Produktion des Hercules lastete die Kapazitäten voll aus und die Kriegsumstände erlaubten keine Gefährdung der Lieferungen des älteren Triebwerkes. Diese zusätzliche Zeit wurde zur Verbesserung der Leistung und Zuverlässigkeit des Centaurus aufgewendet. Zusätzlich bestand in diesen frühen Kriegszeiten noch keine Notwendigkeit für einen 2000-PS-Motor, da die damaligen Flugzeugtypen noch nicht auf soviel Antriebsleistung ausgelegt waren.
Tatsächlich wurde der Centaurus erst am Ende des Krieges eingesetzt. Er wurde zuerst in der aus der Vickers Wellington entwickelten Warwick eingebaut. Hauptsächlich wurde er in späteren Kriegs- und Nachkriegsentwicklungen wie der Bristol Brigand und Buckmaster, Blackburn Firebrand oder den Hawker Tempest Mk 2 und Hawker Sea Fury genutzt. Auch in der Zivilluftfahrt wurde das Triebwerk verwendet, beispielsweise in der gescheiterten Bristol Brabazon oder in der Airspeed AS.57 Ambassador. Auch die Bristol Britannia war ursprünglich für den Einsatz des Triebwerks konzipiert worden.
In den USA wurden vergleichbare große Doppelsternmotoren entwickelt, zum Beispiel der Pratt & Whitney R-4360 Wasp Major, Pratt & Whitney R-2800 Double Wasp und der Wright R-3350 Duplex Cyclone. Der R-4360 Wasp Major konnte jedoch während des Krieges nicht mehr einsatzbereit gemacht werden und der R-3350 Duplex Cyclone in der Boeing B-29 neigte beim Start zur Überhitzung. Der Centaurus hatte durch den frühen Entwicklungsbeginn also eigentlich die besseren Startbedingungen, doch die größere US-Flugmotorenindustrie konnte sich nach dem Krieg auf dem Weltmarkt besser durchsetzen, zumal die Ära der großen Kolbenmotoren wegen der überlegenen Strahltriebwerke zu Ende ging.

## Technische Daten (Centaurus VII, 1942)
- Typ: luftgekühlter 18-Zylinder-Viertakt-Doppelsternmotor
- Ventilsteuerung: Schiebersteuerung, „Burt-McCollum“-Bauart
- Bohrung: 146 mm (5,75 in)
- Hub: 178 mm (7 in)
- Hubraum: 53.640 cm3 (3270 cui.)
- Kompression: 7,2 : 1
- Leistung: 2555 PS (1880 kW) bei 2700 min−1
- spezifische Leistung: 47,6 PS/Liter (35,0 kW/Liter)
- Trockengewicht: 1223 kg (2695 lb)
- Leistungsgewicht: 0,479 kg/PS bzw. 0,651 kg/kW (0,948 PS/lb)